# لینکورت (نیویورک)
لینکورت (به انگلیسی: Lyncourt) یک منطقهٔ مسکونی در ایالات متحده آمریکا است که در شهرستان اونانداگا، نیویورک واقع شده‌است. لینکورت ۳٫۲ کیلومتر مربع مساحت و ۴٬۲۵۰ نفر جمعیت دارد و ۱۳۶ متر بالاتر از سطح دریا واقع شده‌است.